# Londo Mollari
Londo Mollari este un personaj fictiv Centauri din universul serialului de televiziune science-fiction Babylon 5. Este interpretat de Peter Jurasik. Londo a fost ambasador pe Babylon 5 și, spre sfârșitul vieții sale, Împăratul Republicii Centauri. 
Deși Londo a fost inițial un personaj secundar în episoadele timpurii, acțiunile sale și dezvoltarea personajului pe măsură ce serialul a evoluat  l-au făcut unul dintre personajele cele mai semnificative din întreaga serie. A apărut la început ca un personaj cu un rol jovial. Cu toate acestea, mai târziu în serie se arată că este un patriot înflăcărat al unui imperiu pe moarte, dornic să-i refacă puterea. Făcând acest lucru, el devine în mare parte un pion fără voie al Umbrelor, iar intrigile în care se angajează sunt centrale în complotul serialului. Cu toate acestea, Mollari este și un om de onoare, iar consecințele morale ale comploturilor sale cântăresc foarte mult asupra lui. Până la sfârșitul seriei, el face în cele din urmă lucrurile bine cu prețul propriei sale vieți. 

## Biografie
Născut într-o familie aristocratică, una dintre cele mai vechi case nobile din Republica Centauri, care datează de pe vremea primului împărat numit după Războiul Xon, Londo a avut întotdeauna mari responsabilități, încă de când era doar un copil. Prima funcție importantă a lui Londo a fost ca ambasador al Republicii Centauri pe Pământ (așa cum este descris în Babylon 5: In the Beginning, perioadă în care guvernul Pământului a încercat să-i facă pe aliații săi să-l sprijine în războiul împotriva rasei Minbari, dar Centaurii știau că, dacă îi vor ajuta pe oameni, Minbarii vor riposta puternic împotriva lor.
Mai târziu, Londo a fost numit ambasadorul Centauri pe Babilon 5, unde a ajuns în centrul conspirațiilor politice, astfel încât, în principiu, aliatul său Lordul Refa, l-a răsturnat pe nobilul și bunul împărat Thurhan și a obținut puterea. Turhan moare din cauze naturale, dar premierul și prietenii săi sunt uciși, permițând nepotului său, Cartagia, să obțină tronul.
În cele din urmă, Londo și Refa vor deveni dușmani și confruntarea lor teribilă va reverbera în întreaga serie. În timp ce Refa a ucis-o pe iubita lui Londo, Londo a reușit să-l păcălească pe Refa să călătorească pe Narn pentru a-l întâlni pe G'Kar, dar totul a fost o capcană; paznicii care l-au însoțit pe Refa i-au fost loiali lui Londo și l-au lăsat în pace pentru ca Refa  să răspundă de crimele comise împotriva Narn.
Londo va fi chemat în capitală pentru a fi numit ministru al securității interne, unde va descoperi nebunia împăratului Cartagia și alianța sa cu Umbrele. Cartagia a vrut să devină un zeu și pentru asta, el era dispus ca Umbrele să distrugă Galaxia (trebuie amintit că cultura Centauri se bazează pe Imperiul Roman în declin, iar Cartagia reprezintă împăratul roman nebun în stilul lui Caligula). Londo conspiră să-l asasineze pe Cartagia, determinându-l pe G'Kar să producă haos în prezența sa, ceea ce distrage paznicii, iar după îndepărtarea împăratului Cartagia de paznici, Vir Cotto i-a injectat o otravă.
Londo a fost numit prim-ministru de către parlamentul centauri, Centaurum, iar mai târziu va fi numit împărat. Londo descoperă că rasa Drakh, slujitorii Umbrelor, se ocupă de firele guvernului centaurilor, dar nu reușește să-i împiedice să provoace război între Republica Centauri și Alianța Interstelară. Astfel, forțele Alianței bombardează Centauri Prime și Centaurii vor fi singurul membru al Consiliului Consultativ Babylon 5 care nu vor mai fi primiți în Alianța interstelară.
Lui Londo i s-a introdus un Drakh simbiotic cunoscut sub numele de Gardian, care îi va controla toate acțiunile sale. Înainte de aceasta, își ia la revedere de la G'Kar care îi spune că „îl iartă pentru tot”.
Londo a murit în 2278, când a reușeșit să-și controleze Gardianul, prin consumul excesiv de alcool. G'Kar ajunge în camera tronului și începe să-l stranguleze pe vechiul său prieten. Gardianul reacționează și Londo se apără ucigându-l și pe G'Kar. Dar, datorită acestui fapt, John Sheridan și Delenn scapă de moarte.

## Funcții asumate
- Ambasador al Republicii Centauri pe Pământ - anul 2243
- Ambasador al Republicii Centauri în Babylon 5 - anii  2256 - 2262
- Ministrul securității interne al Republicii Centauri
- Prim-ministru al Republicii Centauri
- Împărat al Republicii Centauri - anii  2262 - 2278 (calendar terestru) [1]